# Pterolophia ochreosticticollis
Pterolophia ochreosticticollis är en skalbaggsart som beskrevs av Stefan von Breuning 1968. Pterolophia ochreosticticollis ingår i släktet Pterolophia och familjen långhorningar. Inga underarter finns listade i Catalogue of Life.